# 千里马1号运载火箭
千里马1号（：／ Chollima-1）是朝鲜民主主义人民共和国研制的一型运载火箭。據英國智庫「國際戰略研究所」情報研究，發動機來源可能與此前引進之伊朗技術不同，是從烏克蘭黑市購入的RD-250引擎逆向仿製所出。

## 历史
平壤时间2023年5月31日6時27分许，朝鲜在西海卫星发射场进行了千里马1号火箭的首次轨道发射尝试。此次发射搭载了一枚名为“万里镜1号”（：／ Malligyong-1）的军事侦察卫星。然而，由于第二级火箭发生故障，卫星未能入轨，發射失敗，火箭最终在黄海海域再入，星箭俱毁。
其后，韩国方面在於青岛以西约200公里的海域发现并打捞出了一个疑似火箭芯级或级间段残骸的物体。
火箭发射后半个月的6月15日，韩国海军成功将该三级火箭的二级部位打捞出水，上面印有“天马”两个字。之后韩国海军再次打捞出部分火箭残骸。另外，韩国军方在火箭二级机体内部发现了涡轮泵，以及包含的俄罗斯产零件，顯示俄方可能有參與了此「白頭火箭引擎」生產工作。
2023年7月5日，韓國聯合參謀本部表示經過分析「萬里鏡1號」並不具備偵查能力，毫無軍事性能及效用，但能在殘骸設備，解析目前朝鲜相關技術的一定程度發展。
2023年8月24日3時50分，於平安北道鐵山郡西海衛星發射場發射升空，第二次發射再度失敗。
2023年11月21日22时42分28秒，于平安北道铁山郡西海卫星发射场第三次发射成功，卫星进入环绕地球轨道。
2024年5月27日10時44分，在西海衛星發射場發射偵察衛星「萬里鏡1號」，然而火箭第一級飛行異常，於空中爆炸，導致發射失敗。
| 型号      | 发射日期       | 发射地点 | 载荷      | 结果     |
| 千里马1号 | 2023年5月31日  | 东仓里   | 万里镜1号 | 火箭解体 |
| 千里马1号 | 2023年8月24日  | 东仓里   | 万里镜1号 | 火箭解体 |
| 千里马1号 | 2023年11月21日 | 东仓里   | 万里镜1号 | 成功     |